# Tadeusz Giewont-Szczecina
Tadeusz Giewont-Szczecina (ur. 18 listopada 1905 w Dąbrówce, zm. 7 marca 1969 w Krośnie) – poeta, dramaturg i publicysta, regionalista sądecki i propagator folkloru polskich gór.
Rodzicami Tadeusza Giewonta-Szczeciny byli Jan i Maria z Nosalów. W 1924 roku ukończył II Gimnazjum im. Bolesława Chrobrego w Nowym Sączu, po czym rozpoczął pracę w redakcjach kilku miejscowych czasopism, między innymi "Gońca Podhalańskiego" (1926–1927) i prosanacyjnego "Głosu Podhala" (1929–1939). W tym ostatnim tygodniku prowadził dział literacki, publikował również własne artykuły poświęcone folklorowi góralskiemu i sądeckiemu regionalizmowi, twórczości Władysława Orkana, Kazimierza Przerwy-Tetmajera i innych twórców związanych z górami oraz swoje wiersze. W latach 30. należał do nowosądeckiej grupy twórczej "Gromada literacko-artystyczna Łom".
Przed II wojną światową opublikował cztery tomiki wierszy: Ziemia śpiewająca, Usta płonące, Na podhalańską nutę oraz Cztery pory roku. Piąty, Kamienny profil, ukazał się już po zakończeniu wojny. Był również autorem kilku utworów scenicznych, za jeden z nich, dramat wierszem w trzech aktach Sądeczanie, otrzymał w 1962 roku I nagrodę w konkursie literackim z okazji 670. rocznicy założenia Nowego Sącza. Od wczesnych lat powojennych zajmował się propagowaniem regionalizmu i folkloru góralskiego oraz twórczości Władysława Orkana w szkołach i podczas odczytów czy wieczorów autorskich. Podczas jednego z takich cykli spotkań w szkołach w okolicy Krosna w lutym i marcu 1969 roku miał poważny wypadek, w wyniku którego doznał złamania podstawy czaszki i zmarł w krośnieńskim szpitalu. Został pochowany na cmentarzu komunalnym w Nowym Sączu.